# Cub - Piccole prede
Cub - Piccole prede (Welp) è un film del 2014 diretto da Jonas Govaerts.
I fondi per la realizzazione vennero acquisiti in parte grazie al progetto Indiegogo; la pellicola è stata presentata per la prima volta al Festival di Toronto il 10 settembre 2014.
Cub è il termine inglese corrispondente all'italiano lupetto, così come il titolo originale in fiammingo, Welp.

## Trama
Sam è un ragazzino introverso e dal passato problematico che si sta avviando al campeggio con il suo gruppo di giovani esploratori (boy scout), guidato dal saggio Chris, con la bella e gentile Jasmijn e il dispotico e scapestrato Peter. Sam è escluso dal gruppo ed è oggetto delle angherie di Peter, che non tarda a obbligarlo a fare 50 piegamenti per i ritardi. Gli unici che non lo considerano diverso sono proprio la ragazza e un suo compagno.
Una volta arrivati alla meta prestabilita, i capi hanno un litigio con due teppisti della zona e, per non avere guai, decidono di addentrarsi nel bosco. Chris, Peter e Jasmijn vengono in seguito a sapere da un poliziotto che pattuglia la zona che in quel luogo è presente una fabbrica abbandonata di autobus i cui dipendenti, in seguito alla chiusura, si sono suicidati impiccandosi nel bosco. Per non far allontanare i ragazzini dal campo, i capi decidono di raccontare loro la storia di Kai, un ragazzino che vive in quel bosco e che di notte si trasforma in lupo mannaro.
Il campeggio ha inizio, e Sam incontra proprio un misterioso bambino in stato animalesco e mascherato con un pezzo di corteccia che gli conferisce un'aura demoniaca; il protagonista lo identifica subito come Kai e lo racconta ai suoi compagni. Nessuno però, è disposto a credergli, tanto che essi iniziano a emarginarlo ancora di più e a giocargli scherzi sempre più pesanti. Questo fino a che Sam, una notte, con la complicità di "Kai", uccide brutalmente il cane di Peter per vendicarsi.
Ma in quel bosco vi è qualcosa di estremamente pericoloso: si tratta di un uomo alto e robusto, probabilmente uno degli operai della fabbrica abbandonata, forse padre di Kai, che ha piazzato diverse trappole mortali attorno al proprio rifugio nel bosco.
In poco tempo, i giovani esploratori vengono eliminati uno dopo l'altro. Chris muore per via di una pugnalata all'occhio infertagli dall'assassino, e Peter finisce in una trappola schiacciato da due tronchi, mentre i ragazzini vengono travolti dall'autocarro del sadico bracconiere, che verrà poi fatto esplodere (grazie a uno stratagemma) proprio da Sam.
Nel frattempo Jasmijn viene catturata da Kai, che la porta nella fabbrica di autobus; Sam, accorso per salvarla, inizia una lotta furiosa con Kai, il quale precipita dentro una fossa di acqua putrida. Proprio quando Jasmijn viene liberata rientra in scena il bracconiere, miracolosamente scampato all'esplosione, che stordisce Sam e lega la ragazza.
Una volta che Sam ha ripreso i sensi, il folle assassino gli impone di uccidere Jasmijn; lei però fa cadere il ragazzino nella fossa, dove si scopre che Kai è ancora vivo. Ricomincia così una lotta tra i due, sotto lo sguardo divertito del bracconiere, il quale getta nella fossa un coltello, per far sì che uno dei due uccida l'altro. Poco dopo, uno dei due si impadronisce dell'arma e pugnala a morte l'avversario. Quello che riemerge vittorioso sembra proprio Kai; Jasmijn, con la forza della disperazione, si libera e tenta di fuggire.
In una scena già mostrata all'inizio della pellicola, Jasmijn fugge terrorizzata, ma viene bloccata dal bracconiere; questi la infilza a un legno appuntito fissato su un tronco. In quel momento sopraggiunge il bambino con la maschera che, armato di coltello, si avvicina alla ragazza: prima di essere da lui colpita a morte, lei ha il tempo di scoprirgli il volto, svelando che si tratta di Sam.
Infine il bracconiere e Sam, con indosso la maschera di Kai, si incamminano a fianco a fianco nel bosco, mentre il sole comincia a sorgere.

## Accoglienza
Sin dalla sua uscita, la pellicola ha scioccato e affascinato gli spettatori. Il disagio di Sam, orfano e con un passato di abusi, si lega a quello generato dalla rovina sociale, emblematicamente rappresentata dalla fabbrica abbandonata, essenza di una crisi che porta disagio e imbestialisce le persone; proprio per questo, Sam è anche l'unico in grado di capire che c'è incredibilmente qualcosa di vero nella leggenda di Kai. La tensione interna al gruppo è delineata senza filtri ed è funzionale per mettere in evidenza le pulsioni adolescenziali di Sam, solitario e introverso ma attratto da Jasmijn e per certi versi geloso di lei. In questo contesto, il rapporto che Sam instaura problematicamente con Kai è cruciale nel liberarlo dalla repressione e nello sprigionare un turbato e confuso spirito di rivalsa. Nonostante la trepidazione un po' meccanica e l'indugiare su alcuni luoghi comuni del cinema dell'orrore, la violenta conclusione è adeguata, anche se non propriamente innovativa.
La scelta di Jonas Govaerts è stata quella di girare tutto esattamente come se fosse una pellicola di genere ma rovesciandone allo stesso tempo le atmosfere e i topos con idee non convenzionali. In sottofondo scorrono allegre musiche intervallate dai classici canti scautistici che creano una giusta atmosfera evocativa, ma mai troppo opprimente o spaventosa. L'interpretazione di Stef Aerts viene considerata leggermente superiore a quella degli altri attori.